# Lời thú tội cuối cùng sau 18 năm
《Lời thú tội cuối cùng sau 18 năm》 (tên cũ: 《Lời thú tội của kẻ sát nhân sau 18 năm》) (tên tiếng Anh: Brutally Young) là một bộ phim truyền hình hình sự hiện đại về điều tra do đài truyền hình TVB Hong Kong sản xuất. Các diễn viên chính Đàm Tuấn Ngạn, Huỳnh Trí Văn, Trần Sơn Thông và Dương Tú Huệ, các diễn viên phụ Lâm Gia Hoa, Hà Viễn Đông, Triệu Hi Lạc, Giang Hân Yến, Dương Trác Na, Hàn Mã Lợi. Biên thẩm Lôi Tú Liên, giám chế Vương Vĩ Nhân.
Bộ phim này là 1 trong 19 bộ phim được giới thiệu ở Lễ ra mắt phim TVB 2019

## Cốt truyện
18 năm trước, vào một đêm hết sức bình thường. Bảy thiếu niên cùng lớn lên trong một thôn bao gồm: Lâm Lãng Sinh (Đàm Tuấn Ngạn đóng), Thẩm Kính Nhất (Trần Sơn Thông đóng), Tạ Gia Phú (Hà Viễn Đông đóng),... đã cãi nhau với Hồ Khải Tư. Sau khi rượt đuổi và đánh nhau trong đêm đó thì họ đã tạo ra một thảm hoạ khủng khiếp - Khải Tư đã bị giết chết. Họ quyết định chôn cất thi thể và hi vọng rằng bí mật này sẽ không bao giờ bị phát hiện.
18 năm sau, tất cả bọn họ đều đã trưởng thành, mỗi người đều có cuộc sống và sự nghiệp riêng. Tuy nhiên, thi thể của Khải Tư đã được phát hiện và bí mật năm đó đã được khơi lại.
Thanh tra tổ trọng án Nguyễn Lệ Cẩn (Huỳnh Trí Văn đóng) tiếp nhận việc điều tra vụ án này và dần dần phát hiện ra sự thật.
Cha của Lệ Cẩn tên là Nguyễn Tiến (Lâm Gia Hoa đóng). Ông thật ra là cha ruột của Khải Tư, ông muốn kẻ sát nhân phải chịu trách nhiệm. Lãng Sinh, Kính Nhất và Gia Phú phải đứng trước những lựa chọn và áp lực nặng nề. Nhận lỗi và chịu trách nhiệm hay tiếp tục che giấu sự thật và rơi vào vực thẳm tội lỗi?
Khi Lãng Sinh yêu Lệ Cẩn, anh đã vướng vào nhiều mối quan hệ phức tạp và không thể trốn tránh. Kẻ sát nhân thật sự ẩn nấp trong bóng tối và thủ tiêu tất cả những ai có ý định tiết lộ sự thật.

## Diễn viên

### Án Hồ Khải Tư bị giết 18 năm trước
| Diễn viên                     | Vai diễn        | Biệt danh/ Mối quan hệ |
| ----------------------------- | --------------- | --- |
| Đặng Gia Kiệt (thiếu niên)    | Lâm Lãng Sinh   | Sam Là kế toán Một trong những đối tượng điều tra của Nguyễn Lệ Cẩn, một trong số những nghi phạm của vụ án 18 năm trước |
| Đàm Tuấn Ngạn                 | Lâm Lãng Sinh   | Sam Là kế toán Một trong những đối tượng điều tra của Nguyễn Lệ Cẩn, một trong số những nghi phạm của vụ án 18 năm trước |
| Trịnh Tuyển Hi (thiếu niên)   | Thẩm Kính Nhất  | A Nhất Cầm đầu Hắc Bang Một trong những đối tượng điều tra của Nguyễn Lệ Cẩn, một trong số những nghi phạm của vụ án 18 năm trước |
| Trần Sơn Thông                | Thẩm Kính Nhất  | A Nhất Cầm đầu Hắc Bang Một trong những đối tượng điều tra của Nguyễn Lệ Cẩn, một trong số những nghi phạm của vụ án 18 năm trước |
| Lâu Gia Hào (thiếu niên)      | Tạ Gia Phú      | Phú mập, thằng mập Là đầu bếp món Nhật Một trong những đối tượng điều tra của Nguyễn Lệ Cẩn, một trong số những nghi phạm của vụ án 18 năm trước                                                                                        |
| Hà Viễn Đông                  | Tạ Gia Phú      | Phú mập, thằng mập Là đầu bếp món Nhật Một trong những đối tượng điều tra của Nguyễn Lệ Cẩn, một trong số những nghi phạm của vụ án 18 năm trước                                                                                        |
| Lương Gia Tuấn (thiếu niên)   | Phùng Vĩnh Hưng | Xuy Thủy (Nói dóc) Một trong những đối tượng điều tra của Nguyễn Lệ Cẩn, một trong số những nghi phạm của vụ án 18 năm trước |
| Lâm Sư Kiệt                   | Phùng Vĩnh Hưng | Xuy Thủy (Nói dóc) Một trong những đối tượng điều tra của Nguyễn Lệ Cẩn, một trong số những nghi phạm của vụ án 18 năm trước |
| Lương Bách Xuyên (thiếu niên) | Thi Văn Hổ      | Tiger Người bán thịt. Chồng của Triệu Ngọc Đệ Một trong những đối tượng điều tra của Nguyễn Lệ Cẩn, một trong số những nghi phạm của vụ án 18 năm trước                                                                                 |
| Đỗ Đại Vĩ                     | Thi Văn Hổ      | Tiger Người bán thịt. Chồng của Triệu Ngọc Đệ Một trong những đối tượng điều tra của Nguyễn Lệ Cẩn, một trong số những nghi phạm của vụ án 18 năm trước                                                                                 |
| Tô Trác Ân (thiếu niên)       | Lê Thế Đạt      | Bánh trứng Một trong những đối tượng điều tra của Nguyễn Ly Cẩn, một trong số những nghi phạm của vụ án 18 năm trước |
| Tư Đồ Huy                     | Lê Thế Đạt      | Bánh trứng Một trong những đối tượng điều tra của Nguyễn Ly Cẩn, một trong số những nghi phạm của vụ án 18 năm trước |
| Trần Tiễn Hạo (thiếu niên)    | Lý Cường        | Thằng quỷ Cường, A Cường Chồng của Viên Kính Tâm. Tình địch của Tạ Gia Phú Một trong những đối tượng điều tra của Nguyễn Ly Cẩn, một trong số những nghi phạm của vụ án 18 năm trước                                                    |
| Tiêu Huy Dũng                 | Lý Cường        | Thằng quỷ Cường, A Cường Chồng của Viên Kính Tâm. Tình địch của Tạ Gia Phú Một trong những đối tượng điều tra của Nguyễn Ly Cẩn, một trong số những nghi phạm của vụ án 18 năm trước                                                    |
| Lâm Hạo Văn                   | Hồ Khải Tư      | Tang thi (xác sống), Tử tang thi (xác chết) Nạn nhân (đã chết) trong vụ giết người 18 năm trước. Trước khi chết từng đánh nhau và rượt đuổi với Lâm Lãng Sinh, Thẩm Chí Tài, Tạ Gia Phú, Lâm Sư Kiệt, Thi Văn Hổ, Lý Cường, Lê Thế Đạt. |

### Nhà họ Lâm
| Diễn viên                  | Vai diễn       | Biệt danh/ Mối quan hệ |
| -------------------------- | -------------- | --- |
| Lý Hiển Diệu               |                | Chồng đã mất của Quảng Bảo Châu Cha đã mất của Lâm Lãng Sinh |
| Lương Văn Úy (thiếu niên)  | Quảng Bảo Châu | Lâm thái, Lâm sư nãi Mẹ của Lâm Lãng Sinh Không hài lòng và luôn đối nghịch với Vương Tụng Quân Tác hợp Lâm Lãng Sinh với Nguyễn Lệ Cẩn |
| Hàn Mã Lợi                 | Quảng Bảo Châu | Lâm thái, Lâm sư nãi Mẹ của Lâm Lãng Sinh Không hài lòng và luôn đối nghịch với Vương Tụng Quân Tác hợp Lâm Lãng Sinh với Nguyễn Lệ Cẩn |
| Đặng Gia Kiệt (Thiếu niên) | Lâm Lãng Sinh  | Sam, anh Sam Kế toán Bạn trai của Vương Tụng Quân, sau chia tay Một trong những đối tượng điều tra của Nguyễn Lệ Cẩn, sau đó có mối quan hệ tình cảm với cô ấy và lừa gạt tình cảm cô ấy. Sau cùng trở thành bạn trai cô Là một trong những nghi phạm của vụ án giết người cách đây 18 năm |
| Đàm Tuấn Ngạn              | Lâm Lãng Sinh  | Sam, anh Sam Kế toán Bạn trai của Vương Tụng Quân, sau chia tay Một trong những đối tượng điều tra của Nguyễn Lệ Cẩn, sau đó có mối quan hệ tình cảm với cô ấy và lừa gạt tình cảm cô ấy. Sau cùng trở thành bạn trai cô Là một trong những nghi phạm của vụ án giết người cách đây 18 năm |

### Nhà họ Nguyễn
| Diễn viên               | Vai diễn       | Biệt danh/ Mối quan hệ |
| ----------------------- | -------------- | --- |
| Hà Tấn Lạc (niên thiếu) | Nguyễn Tiến    | Anh Tiến, sếp Nguyễn, Honey (Nguyễn Lệ Cẩn hay gọi) Là quân nhân chiến đấu người Việt, người tị nạn từ Việt Nam. Chồng của Trần Thục Nhàn, cha của Nguyễn Ly Cẩn và Hồ Khải Tứ, bạn trai trước đây của Nguyễn Nhi. Kẻ thù của Lâm Lãng Sinh. |
| Lâm Gia Hoa             | Nguyễn Tiến    | Anh Tiến, sếp Nguyễn, Honey (Nguyễn Lệ Cẩn hay gọi) Là quân nhân chiến đấu người Việt, người tị nạn từ Việt Nam. Chồng của Trần Thục Nhàn, cha của Nguyễn Ly Cẩn và Hồ Khải Tứ, bạn trai trước đây của Nguyễn Nhi. Kẻ thù của Lâm Lãng Sinh. |
| Giang Hân Yến           | Trần Thục Nhàn | A Nhàn Tiểu thư tiệm vàng Vợ của Nguyễn Tiến, mẹ của Nguyễn Ly Cẩn. Mẹ kế của Hà Khải Tứ Bị bệnh tim bẩm sinh |
| Nguyễn Nhi              | Hồ Tú Mai      | Người Việt Nam Láng giềng cũ thôn Đại Đông Chị của Hồ Tú Mị Bạn gái cũ của Nguyễn Tiến Mẹ của Hồ Khải Tư, tự lực nuôi nấng thành người Năm 2008, rời Hong Kong trở về Việt Nam |
| Nguyễn Nhi              | Hồ Tú Mị       | Người Việt Nam Em gái của Hồ Tú Mai Dì của Hồ Khải Tư |
| Lâm Hạo Văn             | Hồ Khải Tư     | A Tư Nạn nhân (đã chết) trong vụ giết người 18 năm trước Con trai ruột của Nguyễn Tiến. Con trai kế (không cùng máu mủ) của Diệp Mỹ Nang. Anh em cùng cha khác mẹ với Nguyễn Lệ Cẩn Trước khi chết từng đánh nhau và rượt đuổi với Lâm Lãng Sinh, Thẩm Chí Tài, Tạ Gia Phú, Lâm Sư Kiệt, Thi Văn Hổ, Lý Cường, Lê Thế Đạt Xem Án Hồ Khải Tư bị giết 18 năm trước                                                                                          |
| Huỳnh Trí Văn           | Nguyễn Lệ Cẩn  | A Cẩn Thanh tra cao cấp tổ trọng án Con gái của Nguyễn Tiến và Trần Thục Nhàn. Lớn lên trong một gia đình hạnh phúc, về sau gia đình bị phá tan Có tuyến tình cảm với Lâm Lãng Sinh, đồng thời cũng bị anh ta lừa gạt tình cảm. Sau cùng thành bạn gái anh ta Tình địch của Thái Thu Văn Vì vụ án giết người 18 năm trước mà điều tra Lâm Lãng Sinh, Thẩm Chí Tài, Tạ Gia Phú, Lâm Sư Kiệt, Thi Văn Hổ, Lý Cường, Lê Thế Đạt Xem Tổ trọng án Tây Cửu Long |
| Tăng Tuệ Vân            |                | Người giúp việc của nhà họ Nguyễn Ra mắt ở tập 2 |

### Nhà họ Tạ
| Diễn viên                | Vai diễn     | Biệt danh/Mối quan hệ |
| ------------------------ | ------------ | --- |
| Ngô Giang Luân           |              | Mẹ của Tạ Gia Phú, Tạ Gia Thiến |
| Lâu Gia Hào (thanh niên) | Tạ Gia Phú   | Phú mập, Mập, anh Phú, A Phú Là đầu bếp món Nhật, anh trai của Tạ Gia Thiến Cùng với Viên Kính Tâm có tuyến tình cảm Tình địch của Lý Cường Một trong những đối tượng điều tra của Nguyễn Ly Cẩn, một trong số những nghi phạm của vụ án 18 năm trước Xem Án Hồ Khải Tư bị giết 18 năm trước |
| Hà Viễn Đông             | Tạ Gia Phú   | Phú mập, Mập, anh Phú, A Phú Là đầu bếp món Nhật, anh trai của Tạ Gia Thiến Cùng với Viên Kính Tâm có tuyến tình cảm Tình địch của Lý Cường Một trong những đối tượng điều tra của Nguyễn Ly Cẩn, một trong số những nghi phạm của vụ án 18 năm trước Xem Án Hồ Khải Tư bị giết 18 năm trước |
| Huỳnh Khả Doanh (thơ ấu) | Tạ Gia Thiến | A Thiến Bartender (người pha chế rượu) Bị câm Em của Tạ Gia Phú Yêu thầm Thẩm Kính Nhất, cùng với anh có tuyến tình cảm. Sau cùng trở thành bạn gái anh ta |
| Dương Tú Huệ             | Tạ Gia Thiến | A Thiến Bartender (người pha chế rượu) Bị câm Em của Tạ Gia Phú Yêu thầm Thẩm Kính Nhất, cùng với anh có tuyến tình cảm. Sau cùng trở thành bạn gái anh ta |

### Tổ trọng án tổng khu Tây Cửu Long
| Diễn viên       | Vai diễn       | Biệt danh/ Mối quan hệ |
| --------------- | -------------- | --- |
| Thái Khang Niên | Đới Triển Quốc | Sếp Đới Cảnh ti Cấp trên của Nguyễn Lệ Cẩn, Lư Tĩnh, Châu Triệu Cầu, Tống Hiểu Văn.                                                              |
| Huỳnh Trí Văn   | Nguyễn Lệ Cẩn  | Madam Nguyễn, A Cẩn, Đẩu Ngưu Cẩn (Cẩn bò tót) Thanh tra cao cấp Cấp dưới của Đới Triển Quốc Cấp trên của Lư Tĩnh, Châu Triệu Cầu, Tống Hiểu Văn |
| Đặng Vĩnh Kiện  | Lư Tĩnh        | Sếp Lư Thanh tra Cấp dưới của Đới Triển Quốc, Nguyễn Lệ Cẩn Cấp trên của Châu Triệu Cầu, Tống Hiểu Văn                                           |
| Thái Quốc Uy    | Châu Triệu Cầu | Cảnh trưởng (trung sĩ) Cấp dưới của Đới Triển Quốc, Nguyễn Lệ Cẩn, Lư Tĩnh Cấp trên của Tống Hiểu Văn                                            |
| Tạ Khả Dật      |                | Cảnh viên Cấp dưới của Đới Triển Quốc, Nguyễn Lệ Cẩn, Lư Tĩnh, Châu Triệu Cầu                                                                    |
| Trần Uyển Đình  | Tống Hiểu Văn  | Cảnh viên Cấp dưới của Đới Triển Quốc, Nguyễn Ly Cẩn, Lư Tĩnh, Châu Triệu Cầu                                                                    |
| Trần Gia Lương  |                | Cảnh viên Cấp dưới của Đới Triển Quốc, Nguyễn Lệ Cẩn, Lư Tĩnh, Châu Triệu Cầu                                                                    |

### Xã đoàn Hắc Bang
| Diễn viên                   | Vai diễn       | Biệt danh/ Mối quan hệ |
| --------------------------- | -------------- | --- |
| Trịnh Thứ Phong             | Âu Dương Cảnh  | Chú Cảnh. Đại ca xã đoàn. Đại ca của Thẩm Kính Nhất, Hà Khải Nam. |
| Trịnh Tuyển Hi (thiếu niên) | Thẩm Kính Nhất | Anh Nhất, A Nhất, anh KO, nhóc Tài, A Tài Dẫn đầu Hắc Bang. Thủ hạ của Âu Dương Cảnh. Kẻ thù của Hà Khải Nam. Đối tượng yêu thầm của Tạ Gia Thiến, cùng với cô có tuyến tình cảm. Sau cùng thành bạn trai của cô. Một trong những đối tượng điều tra của Nguyễn Lệ Cẩn, một trong số những nghi phạm của vụ án 18 năm trước. |
| Trần Sơn Thông              | Thẩm Kính Nhất | Anh Nhất, A Nhất, anh KO, nhóc Tài, A Tài Dẫn đầu Hắc Bang. Thủ hạ của Âu Dương Cảnh. Kẻ thù của Hà Khải Nam. Đối tượng yêu thầm của Tạ Gia Thiến, cùng với cô có tuyến tình cảm. Sau cùng thành bạn trai của cô. Một trong những đối tượng điều tra của Nguyễn Lệ Cẩn, một trong số những nghi phạm của vụ án 18 năm trước. |
| Hà Khải Nam                 |                | Dẫn đầu Hắc Bang. Thủ hạ của Âu Dương Cảnh Kẻ thù của Thẩm Kính Nhất |
| La Hạo Minh                 |                | Người của Hắc Bang. Thủ hạ của Thẩm Kính Nhất |
| Phương Thiệu Thông          |                | Người của Hắc Bang |

### Các diễn viên khác
| Diễn viên     | Vai diễn        | Biệt danh/ Mối quan hệ                                                                                              |
| ------------- | --------------- | --- |
| Triệu Hy Lạc  | Vương Tụng Quân | Joanne Bạn gái của Lâm Lãng Sinh, sau chia tay. Tình địch của Nguyễn Lệ Cẩn, sau vì thù hận mà đâm cô ấy bị thương. |
| Dương Trác Na | Viên Kính Tâm   | Thợ may quần áo. Vợ của Lý Cường. Cùng với Tạ Gia Phú có tuyến tình cảm.                                            |
| Doãn Thi Phái | Triệu Ngọc Đệ   | Vợ của Thi Văn Hổ. Vợ chủ tiệm bán thịt.                                                                            |
| Nguyễn Nhi    |                 | Bạn gái cũ của Nguyễn Tiến.                                                                                         |